# 夏季奧林匹克運動會空手道比賽
夏季奧林匹克運動會的空手道比賽是在2020年夏季奧林匹克運動會上首度登場。
空手道比賽由對打和型兩大項組成。對打的賽事由來自世界各地的60位運動員參賽，而型的賽事參賽人數為20人。兩大項賽事的參賽人數都為男女各半。

## 背景
歐洲空手道聯盟主席積·德路古（Jacques Delcourt）從1970年代就開始致力推廣空手道，並且開始嘗試爭取將空手道納入奧運項目。
2009年，在第121屆國際奧委會投票中，空手道沒有得到成為奧運會項目所需的2/3的票數。空手道被考慮納入2020年奧運會，然而2013年5月28日在俄羅斯舉行的國際奧委會執行委員會會議指出，2013年9月在阿根廷布宜諾斯艾利斯舉行的第125屆國際奧委會全體會議決定不考慮將空手道（以及武術和一些非武術）納入2020年奧運。